# Fernando Villalba
Fernando Pérez Villalba (Montevideo, 1961) es un escritor uruguayo. Ha publicado novelas, relatos, poesía y teatro.
Su obra está escrita mayoritariamente en español, aunque también ha escrito en portugués por estar largamente vinculado al Brasil.
En 2014 fue el ganador del Premio de Poesía María Eloísa García Lorca, concedido por la UNEE (Unión Nacional de Escritores de España).
En 2008, fue finalista del Premio Planeta, con la obra “Victorino: El vuelo de un mago”.
En 2010 escribió junto a la periodista Lidia Curi el monólogo teatral "El Tigris desorientado", ganador del concurso "Obras para un personaje III"  del Centro Cultural de España en Uruguay.
En 2010, su obra "Rosedal" fue ganadroa del I Concurso de Poesia "E por falar em Casa das Rosas"  da Secretaria de cultura do Estado de São Paulo, Brasil.
Recibió una mención en los premios Onetti de literatura con su novela "La lengua de Belcebú: cien historias de amor".
También mención en los premios del Ministerio de Educación y Cultura de Uruguay por novela publicada con "Nunca te duermas escuchando relatos de amor".
En 2022 su obra "La Bic de Dios" ganó el tercer premio en categoría "novela" en los premios de literatura del Ministerio de Educación y Cultura del Uruguay. Esto hace que todas sus novelas hayan recibido reconocimientos.
Desde 2020 conduce el espacio "La vez de los poetas" en el programa "La noche del búho", emitido por radio 970AM de Montevideo, la red CUTA de TV por abonados, YouTube, etc.
Es graduado en Ingeniería Química por la Universidad de la República. Estudió escritura literaria, guion cinematográfico, composición musical y creación poética en la Universidade Federal de Minas Gerais y la Universidade de São Paulo.

## Obra

#### Antologías
- En 2017, en “Gotas y Hachazos” de la Editorial Páramo, España; 

- En “El Mejor Poema del Mundo”, Ediciones Nobel, España;

- En 2011, su obra “Memento” (conjunto de relatos) seleccionada por el Ministerio de Relaciones Exteriores del Uruguay para integrar o libro “Pequeñas grandezas”.

## Participaciones diversas
2011: “El Tigris desorientado”, en conjunto con la periodista Lidia Curi, ganó el premio de Monólogos Teatrales del Centro Cultural de España de Uruguay;

2014: Ganó una mención en la categoría “Narrativa” del concurso literario Onetti, con la novela “La Lengua de Belcebú, cien historias de amor";

2011 – 2015: Compuso la música de la obra teatral “Yo elegí ser Evita”. El espectáculo fue propuesto para los premios Estrella de Mar de Mar del Plata. La actriz principal recibió el primer premio en 2013.

- Relato "Ferroviario" publicado por el semanario Cultural del diario "El país".
- Relato "Una salida normal", publicado en "Cuentos de la peste", Editorial Fin de Siglo.
- Poesía "Rosedal", en "E por falar em Casa das Rosas", Secretaría da cultura do estado de São Paulo.

## Publicaciones
Villalba, Fernando (2011). El pañuelo del mago. Random House Mondadori. ISBN 978-9974-683-36-5.

Villalba, Fernando (2013). El Pañuelo del Mago. DEBOLSILLO. ISBN 978-9974-701-75-5.

Villalba, Fernando; Curi, Lidia (2011). “Obras para un personaje”. CCE. ISBN 978-9974-8264-5-8.

Pequeñas Grandezas. M.R.R.E.E. 2011. ISBN 978-9974-8264-5-8.

El mejor poema del Mundo. Ediciones Nobel. 2016. ISBN 978-84-8459-733-9.

Escondido. OZe Editora. 2016. ISBN 978-85-64571-33-4.

Gotas & Hachazos. Editorial Páramo. 2017. ISBN 978-84-946970-8-1.

Nunca te duermas escuchando relatos de amor. Editorial Fin de Siglo. 2018. ISBN 978-9974-49-940-9.

Cuentos de la peste, Una salida normal. Editorial Fin de Siglo. 2020. ISBN 9789974909199.

La Bic de Dios, Novela. Editorial Fin de Siglo, 2021. ISBN 978-9974-909-43-4

Vaivén, la ley del girasol. Poesía y acuarelas. Villalba, Fernando; Matuck, Rubens. Editorial Viejo Falco, 2021. ISBN 978-9915-40-798-2